# Barbara Chyrowicz
Barbara Chyrowicz SSpS (ur. 25 marca 1960 w Katowicach) – polska zakonnica (werbistka), filozof, etyk i bioetyk, profesor nauk humanistycznych.

## Życiorys
Ukończyła studia na Wydziale Teologii (1990) oraz Wydziale Filozofii (1992) Katolickiego Uniwersytetu Lubelskiego. Stopień doktora nauk humanistycznych w zakresie filozofii uzyskała w 1996 na KUL w oparciu o rozprawę pt. Zamiar i skutki. Moralna doniosłość kategorii zamierzenia pośredniego, której promotorem był Andrzej Szostek. Habilitowała się tamże w 2000 na podstawie pracy Bioetyka i ryzyko. Argument równi pochyłej w dyskusji wokół osiągnięć współczesnej genetyki. Tytuł profesora nauk humanistycznych otrzymała 26 lutego 2010.
W 1995 rozpoczęła pracę jako asystentka w Katedrze Etyki Szczegółowej na Katolickim Uniwersytecie Lubelskim. W 1997 objęła stanowisko adiunkta, a w 2002 – profesora nadzwyczajnego. W tym samym roku została kierownikiem Katedry Etyki Szczegółowej KUL. W 2004 przystąpiła do Polskiego Towarzystwa Filozoficznego, natomiast w 2007 była członkiem założycielem Polskiego Towarzystwa Bioetycznego. Od 2008 była redaktorem naczelnym „Roczników Filozoficznych”. Pracownik Zakładu Bioetyki i Prawa Medycznego na Wydziale Prawa i Administracji Uniwersytetu Jagiellońskiego. Od 2021 członkini Rady Programowej Centrum Etyki Technologii Instytutu Humanites.
Za opublikowaną w 2008 książkę pt. O sytuacjach bez wyjścia w etyce otrzymała w 2009 Nagrodę im. ks. Józefa Tischnera. Podjęła współpracę z „Tygodnikiem Powszechnym” i miesięcznikiem „Znak”.

## Odznaczenia
- Krzyż Oficerski Orderu Odrodzenia Polski (2013)[8]
- Srebrny Krzyż Zasługi (2002)[9]

## Wybrane publikacje
- Zamiar i skutki. Filozoficzna analiza zasady podwójnego skutku, Lublin 1997
- Bioetyka i ryzyko. Argument „równi pochyłej” w dyskusji wokół osiągnięć współczesnej genetyki, Lublin 2000
- O sytuacjach bez wyjścia w etyce. Dylematy moralne, ich natura, rodzaje i sposoby rozstrzygania, Kraków 2008
- Widok stąd. Dlaczego działamy tak, a nie inaczej?, Kraków 2021